# Birger Jacobsson (jurist)
Birger Jacobsson, född den 31 december 1890 i Ösmo församling, Stockholms län, död den 12 augusti 1974 i Stockholm, var en svensk jurist.
Jacobsson avlade studentexamen i Stockholm 1910 och juris kandidatexamen 1915. Han genomförde tingstjänstgöring i Södra Roslags samt Västerbottens mellersta domsaga 1916–1918, tjänstgjorde i Svea hovrätt 1919 och blev vice häradshövding 1921. Jacobsson var tillförordnad häradshövding i Västernärkes domsaga 1929–1932, tillförordnad revisionssekreterare 1933 och häradshövding i Jämtlands norra domsaga 1933–1957. Han blev riddare av Nordstjärneorden 1938 och kommendör av andra klassen av samma orden 1951.